# Jia Ling
Jia Ling (xinès simplificat: 贾玲, pinyin: Jiǎ Líng), de nom complet Jia Yuling (xinès simplificat: 贾俞玲, pinyin: Jiǎ Yúlíng; Xiangyang, Hubei, 29 d'abril del 1982), és una humorista, intérpret de xiangsheng i directora de cinema xinesa, que va guanyar fama després d'aparèixer a la Gala del Festival de Primavera de la CCTV del 2010. El 2016 va fundar una companyia anomenada Big Bowl Entertainment amb Sun Ji Bin i Li Kun. A nivell internacional, és coneguda per la pel·lícula Ni Hao, Li Huanying.

## Biografia
Jia Yuling va nàixer el 1982 a Xiangyang, Hubei. Després de graduar-se el 2003 a l'Acadèmia Central d'Art Dramàtic, on va estudiar la interpretació de Xiangsheng, va treballar amb l'intèrpret de crosstalk Feng Gong, apareixent en una sèrie d'esquetxos. El mateix any va participar al Torneig Nacional d'esquetx Còmic de la Xina, quedant en primera posició.
El 2010 va debutar a la televisió durant la Gala d'any nou de la CCTV, on va aparèixer en un segment anomenat Gala Talk, que més tard va ser votada com la tercera actuació favorita de la nit. El 2012 participa al programa La teua cara em sona a Hunan TV, on seria una fixa les primeres quatre temporades.
El 2014, és una de les MC del programa de televisió Lok Street, que tracta sobre la comèdia improvisada xinesa, el Xiangsheng. El 2015, va representar un esquetx anomenat Lok Street durant la Gala d'any nou de la CCTV del 2015.
El mateix any 2015 va realitzar un polèmic esquetx de comèdia on impersonava Hua Mulan. L'esquetx va retratar a Mulan com una xica fava i fartona que es va unir a l'exèrcit per equivocació. Un institut anomenat Mulan Cultural Research Center li va demanar que es disculpara, però molts internautes xinesos també li van donar suport.
El 2016, ella i el seu equip van participar en un concurs de televisió d'humor, Comedy General Mobilization on presentà el seu ja famós esquetx Ni Hao, Li Huanying en el primer episodi, quedant en primera posició aquell dia.
El 2020 va ocupar el lloc 93 de la llista Forbes China Celebrity 100. El 2021 fa el debut com a directora de cinema amb la pel·lícula Ni Hao, Li Huanying, adaptació de l'esquetx homònim del 2016. Va ser estrenada coincidint amb l'any nou xinés, i va recaptar més de 800 milions de dòlars en taquilla, sent la pel·lícula més taquillera de 2021, sent a més la pel·lícula dirigida per una dona amb major recaptació en la història del cinema mundial.